# Jos Louter
Joseph Simon Cornelis Maria (Jos) Louter (Castricum, 6 april 1940) is een voormalig Nederlands politicus. Hij is lid van het Christen-Democratisch Appèl (CDA).
Louter was tien jaar gemeentesecretaris van het Noord-Hollandse Schagen voor hij op 1 januari 1983 burgemeester werd van de zich ook in Noord-Holland bevindende gemeente Obdam. In 1989 werd hij tevens waarnemend burgemeester van de nabijgelegen gemeente Harenkarspel. Op 1 januari 1990 werd hij 'volwaardig' burgemeester van de op die datum heringedeelde gemeente Harenkarspel, waar de gemeenten Sint Maarten en Warmenhuizen aan waren toegevoegd en waar hij de nodige inspanningen voor de totstandkoming daarvan had geleverd. Op 1 november 2000 trad hij vervroegd uit.
Vanuit zijn achtergrond als burgemeester van een kleine gemeente zette Louter zich in voor de positie van dergelijke gemeenten, onder meer als lid van het Platform Kleinere Gemeenten van de Vereniging van Nederlandse Gemeenten.
Nog andere nevenfuncties oefende hij uit, voornamelijk betrekking hebbend op de regio West-Friesland, zoals bijvoorbeeld het lidmaatschap van het dagelijks bestuur van het Gewest Kop van Noord-Holland. Verder is hij medeoprichter van de Stichting Oud Obdam-Hensbroek.
Op 27 april 2001 werd hij onderscheiden als Ridder in de Orde van Oranje-Nassau.